# Carry-le-Rouet
Carry-le-Rouet è un comune francese, di poco più di 6 mila abitanti, del dipartimento delle Bocche del Rodano della regione della Provenza-Alpi-Costa Azzurra, ed è una località balneare a 30 chilometri a ovest di Marsiglia.

## Società

### Evoluzione demografica
Abitanti censiti

## Amministrazione

### Gemellaggi
- Castell'Arquato
- Busseto
- Dietmannsried